# さんま岡村の日本人なら選びたくなる二択ベスト50!SP!
『さんま岡村の日本人なら選びたくなる二択ベスト50!SP!』（さんまおかむらのにほんじんならえらびたくなるにたくベストごじゅうスペシャル）とは、日本テレビ系列で2012年5月29日の19:56 - 21:54（JST）に放送されたバラエティ番組の特別番組であり、明石家さんまと岡村隆史（ナインティナイン）の冠番組でもある。

## 概要
前年に放送された『さんま&岡村のプレミアムトークショー 笑う!大宇宙スペシャル!!』に引き続き、明石家さんまと岡村隆史が司会としてタッグを組む2度目の番組。
日本人が思わず答えたくなるような二択の質問を番組ホームページ、facebook、twitter、ポイントライフを通じて視聴者から回答を募り、その結果を元にさんま・岡村とゲストがトークを繰り広げる。
2014年9月29日22:00 - 23:30には第3弾として『さんま&岡村祭り オトコってバカねSP』が放送される。

## 出演者

### 司会
- 明石家さんま
- 岡村隆史（ナインティナイン）

### ゲスト
- 相沢紗世
- あき竹城
- 秋山具義
- 石原良純
- 遠藤章造（ココリコ）
- 太田光（爆笑問題）
- 大崎智代子
- 川久保拓司
- 北村晴男
- クリス岡崎
- 小島慶子
- 胡蝶
- 島崎和歌子
- 晋平太
- 須賀健太
- 鈴木奈々
- 宋美玄
- 竹田純
- トリンドル玲奈
- 土田晃之
- 中田宏
- 晴香葉子
- 米良美一
- 森三中（村上知子・大島美幸）
- 吉田豪
- 若林史江
- 渡辺祐

### 進行
- 桝太一(日本テレビアナウンサー)
- 馬場典子(日本テレビアナウンサー)

## ネット局
| 放送対象地域   | 放送局                    | 系列                           | 放送日時                    | 遅れ       |
| -------------- | ------------------------- | ------------------------------ | --------------------------- | ---------- |
| 関東広域圏     | 日本テレビ（NTV）         | 日本テレビ系列                 | 2012年5月29日 19:56 - 21:54 | 制作局     |
| 北海道         | 札幌テレビ（STV）         | 日本テレビ系列                 | 2012年5月29日 19:56 - 21:54 | 同時ネット |
| 青森県         | 青森放送（RAB）           | 日本テレビ系列                 | 2012年5月29日 19:56 - 21:54 | 同時ネット |
| 岩手県         | テレビ岩手（TVI）         | 日本テレビ系列                 | 2012年5月29日 19:56 - 21:54 | 同時ネット |
| 宮城県         | ミヤギテレビ（MMT）       | 日本テレビ系列                 | 2012年5月29日 19:56 - 21:54 | 同時ネット |
| 秋田県         | 秋田放送（ABS）           | 日本テレビ系列                 | 2012年5月29日 19:56 - 21:54 | 同時ネット |
| 山形県         | 山形放送（YBC）           | 日本テレビ系列                 | 2012年5月29日 19:56 - 21:54 | 同時ネット |
| 福島県         | 福島中央テレビ（FCT）     | 日本テレビ系列                 | 2012年5月29日 19:56 - 21:54 | 同時ネット |
| 山梨県         | 山梨放送（YBS）           | 日本テレビ系列                 | 2012年5月29日 19:56 - 21:54 | 同時ネット |
| 新潟県         | テレビ新潟（TeNY）        | 日本テレビ系列                 | 2012年5月29日 19:56 - 21:54 | 同時ネット |
| 長野県         | テレビ信州（TSB）         | 日本テレビ系列                 | 2012年5月29日 19:56 - 21:54 | 同時ネット |
| 静岡県         | 静岡第一テレビ（SDT）     | 日本テレビ系列                 | 2012年5月29日 19:56 - 21:54 | 同時ネット |
| 富山県         | 北日本放送（KNB）         | 日本テレビ系列                 | 2012年5月29日 19:56 - 21:54 | 同時ネット |
| 石川県         | テレビ金沢（KTK）         | 日本テレビ系列                 | 2012年5月29日 19:56 - 21:54 | 同時ネット |
| 福井県         | 福井放送（FBC）           | 日本テレビ系列／テレビ朝日系列 | 2012年5月29日 19:56 - 21:54 | 同時ネット |
| 中京広域圏     | 中京テレビ（CTV）         | 日本テレビ系列                 | 2012年5月29日 19:56 - 21:54 | 同時ネット |
| 近畿広域圏     | 読売テレビ（ytv）         | 日本テレビ系列                 | 2012年5月29日 19:56 - 21:54 | 同時ネット |
| 鳥取県・島根県 | 日本海テレビ（NKT）       | 日本テレビ系列                 | 2012年5月29日 19:56 - 21:54 | 同時ネット |
| 広島県         | 広島テレビ（HTV）         | 日本テレビ系列                 | 2012年5月29日 19:56 - 21:54 | 同時ネット |
| 山口県         | 山口放送（KRY）           | 日本テレビ系列                 | 2012年5月29日 19:56 - 21:54 | 同時ネット |
| 徳島県         | 四国放送（JRT）           | 日本テレビ系列                 | 2012年5月29日 19:56 - 21:54 | 同時ネット |
| 香川県・岡山県 | 西日本放送（RNC）         | 日本テレビ系列                 | 2012年5月29日 19:56 - 21:54 | 同時ネット |
| 愛媛県         | 南海放送（RNB）           | 日本テレビ系列                 | 2012年5月29日 19:56 - 21:54 | 同時ネット |
| 高知県         | 高知放送（RKC）           | 日本テレビ系列                 | 2012年5月29日 19:56 - 21:54 | 同時ネット |
| 福岡県         | 福岡放送（FBS）           | 日本テレビ系列                 | 2012年5月29日 19:56 - 21:54 | 同時ネット |
| 長崎県         | 長崎国際テレビ（NIB）     | 日本テレビ系列                 | 2012年5月29日 19:56 - 21:54 | 同時ネット |
| 熊本県         | くまもと県民テレビ（KKT） | 日本テレビ系列                 | 2012年5月29日 19:56 - 21:54 | 同時ネット |
| 鹿児島県       | 鹿児島読売テレビ（KYT）   | 日本テレビ系列                 | 2012年5月29日 19:56 - 21:54 | 同時ネット |

## スタッフ
- 構成：大岩賞介、松井洋介、堀江利幸、町山広美、久保貴義、宮下勇二、大野ケイスケ、石塚祐介、工藤ひろこ
- TM：木村博靖
- SW：渡辺滋雄
- カメラ：米謙一
- MIX：池田正義
- VE：山口考志
- 照明：高橋明宏
- モニター：吉邑光司
- 編集：谷崎健一、鈴木綾香
- MA：荒川望
- 音効：森山顕仁（ヘンドリックス）
- ナレーター：林田尚親
- 美術：林健一
- デザイン：栗原純二
- 美術協力：日テレアート
- 技術協力：NiTRO、ジャパンテレビ、ALL VISION
- アニメーション：ニュー吟醸派
- タイトルデザイン：山本哲朗
- CG：武村吉雄（IMAGICA）
- TK：山際慎子
- スタイリスト：矢野悦子
- 制作デスク：内野幸
- 編成：吉無田剛
- 宣伝：角田久美子
- 営業：齋藤尚宣
- リサーチ：野村直子、田沢佑太、村上和広
- アンケート協力：中山理香（ポイントライフ）
- ホームページ：沖絵未、高橋大輔
- データ放送：清水大輔、新津紗央理
- AD：三村美絵、岩屋友香、大江紀和
- AP：柳祐輔、反り目尚美、西野絵梨香
- ディレクター：諏訪一三、安島隆、那須太輔、塩入修、岩本雅直、上田崇博、畑村陽平、真船潤
- 演出：大岡慎介
- 総合演出：宮下仁志、伊藤慎一
- プロデューサー：大友有一、小林宏充、小塩佳宏、本間正幸、浜田和宏
- チーフプロデューサー：松崎聡男
- エグゼクティブプロデューサー：吉川圭三
- 制作協力：オフィスぼくら、SION
- 製作著作：日本テレビ

## 挿入歌
- 「どっちやねん音頭」（歌：河内家菊水丸）